# ポルシェ・オートモービル・ホールディング
ポルシェ・オートモービル・ホールディング（Porsche Automobil Holding SE）は、ドイツ・シュトゥットガルトに本拠を置く持株会社。通称ポルシェSE。2007年に設立され、ポルシェ家およびピエヒ家の両家系が議決権ベースで100％の株式を保有する。フォルクスワーゲンAGの主要株主であり、2019年以降、議決権ベースで同社の株式の約53％を保有する。自動車メーカーのポルシェAGは、ポルシェSEの孫会社であり別組織となる。

## 沿革
2007年6月26日の臨時総会の決議により、ポルシェ事業会社の業務は、新たに設立された子会社のPorsche Vermögensverwaltungs AGに移管、同年11月13日にポルシェSEが設立されると共に、Porsche Vermögensverwaltungs AGは、Dr Ing hc F.Porsche AG（ポルシェAG）に改名された。その後ポルシェAGは2012年8月にフォルクスワーゲンAGに経営統合され、同社の100％子会社となっている。

### フォルクスワーゲン株の買収前史
ポルシェが2005年9月25日にフォルクスワーゲンAGの普通株式の約20％を取得する意向を発表した際、同社はすでに証券取引所でフォルクスワーゲンAGの株式の約5％を購入していた。
とりわけ、フォルクスワーゲンAGの敵対的買収を阻止することが目的であり、株式買収の結果、保有は2006年に21.2％に増加し、27.4％まで購入した後、監査役会は11月15日に29.9％への引き上げを承認した。

### ポルシェSEの設立とフォルクスワーゲンへの出資拡大
2007年3月、フォルクスワーゲンAGの株式は10億ユーロで30.9％に増加した。買収理由としてフォルクスワーゲンAGがヘッジファンドにより分割保有されるリスクが挙げられた。
2008年9月、ポルシェSEはフォルクスワーゲンAGへの出資比率を35.14％に引き上げた。
2009年1月、フォルクスワーゲンAGの普通株式の50.76％を保有し、過半数に達したと発表した。
2009年8月、ポルシェSEの資金繰り悪化に伴い、カタールの政府系ファンドであるカタールホールディングLLCがポルシェSEへの資本参加を定める契約書に調印した。
2013年6月、カタールホールディングLLCがポルシェSEの保有株の一部をポルシェ家およびピエヒ家一族に売却し、議決権ベースでは再び両一族の100％保有となった。
2015年9月、ポルシェSEはスズキからフォルクスワーゲンAGの普通株式の1.5％を取得した。これにより、フォルクスワーゲンAGの株式は普通株の52.2％に増加した。
2019年3月、ポルシェSEはフォルクスワーゲンAGへの出資比率を以前の52.2％から4億ユーロで53.1％に引き上げたと発表した。
2020年3月17日から4月20日までの期間に、フォルクスワーゲンAGの普通株式の0.2％を追加取得した。